# USA:s självständighetsdag
USA:s självständighetsdag (engelska: United States Independence Day), firas den 4 juli som USA:s nationaldag och är en federal helgdag där. Dagen firas till minne av då 13 brittiska kolonier i Nordamerika den 4 juli 1776 förklarade sig självständiga från Storbritannien i och med att USA:s självständighetsförklaring ratificerades av den kontinentala kongressen. Den andra kontinentalkongressen förklarade att de tretton kolonierna inte längre var föremål för (och underordnade) monarken av Storbritannien, kung George III, och var nu förenade, fria och oberoende stater. USA:s kongress röstade för att godkänna självständighet den 2 juli och antog självständighetsförklaringen två dagar senare, den 4 juli.
Självständighetsdagen förknippas vanligen med fyrverkerier, parader, grillfester, karnevaler, mässor, picknick, konserter, basebollspel, släktträffar, politiska tal och ceremonier, förutom olika andra offentliga och privata evenemang som firar historien, regeringen och traditioner. Självständighetsdagen är USA:s nationaldag.

## Bakgrund
Under den amerikanska revolutionen inträffade den juridiska separationen av de tretton kolonierna från Storbritannien 1776 faktiskt den 2 juli, när den andra kontinentala kongressen röstade för att godkänna en resolution om oberoende som hade föreslagits i juni av Richard Henry Lee från Virginia som förklarade Förenta Stater oberoende av Storbritanniens styre.

## Firande
- 1777 avlossades 13 skott, först på morgonen och sedan på kvällen, den 4 juli i Bristol, Rhode Island. Philadelphia firade det första moderna firandet: officiell middag för USA:s kontinentalkongress, skålar, 13 salutskott, tal, böner, musik, parader, samlande av trupper, och fyrverkerier. Fartyg dekorerades i rött, vitt och blått bunting.[4]
- 1778 firade general George Washington med dubbel ranson på rom för soldaterna, och artilleriet sköt salut. På andra sidan Atlanten satt ambassadörerna John Adams och Benjamin Franklin och åt middag för amerikanerna i Paris, Frankrike.[5]
- Den 4 juli 1779 inföll dagen på en söndag, men firades då kommande dag, måndag.[5]
- 1781 blev Massachusetts General Court första delstatsförsamling att erkänna dagen som ett delstatligt firande.[5]
- 1820 hölls det första firandet i Eastport, Maine vilket blev det största firandet i delstaten.[6]
- 1870 gjorde USA:s kongress dagen till en obetald helgdag för federalt anställda.[7]
- 1938 gjorde USA:s kongress dagen till betald federal helgdag.[8]

## Unika och historiska firanden
- Sedan 1912 firar Rebild Society, en dansk-amerikansk vänskapsorganisation, en 4 juli-helgfest som fungerar som välkomstfest för dansk-amerikaner i Rebilds kommun i Danmark.[9]
- De berömda Macy's-fyrverkerierna som brukar skjutas över East River i New York har TV-sänts över hela USA i NBC sedan 1976. 2009 återkom fyrverkerierna till Hudsonfloden för första gången sedan år 2000, detta till 400-årsminnet av när Henry Hudson utforskade floden.[10]
- Boston Pops Orchestra har hållit en musik- och fyrverkerishow vid Charles River Esplanade kallad "Boston Pops Fireworks Spectacular", detta årligen sedan 1973.[11] Detta brukar TV-sändas över hela USA, från 1987 till 2002 i A&E Network, och från 2003 i CBS.[12]